# Miek van Geenhuizen
Marianne Antoinette van Geenhuizen, detta Miek (Eindhoven, 17 dicembre 1981), è una hockeista su prato olandese.

## Palmarès
Olimpiadi
- 2 medaglie:
  - 1 oro (Pechino 2008
  - 1 argento (Atene 2004)

Mondiali
- 2 medaglie:
  - 1 oro (Madrid 2006)
  - 1 argento (Perth 2002)

Europei
- 1 medaglia:
  - 1 argento (Manchester 2007)

Champions Trophy
- 7 medaglie:
  - 3 ori (Amstelveen 2000, Rosario 2004, Canberra 2005)
  - 1 argento (Amstelveen 2001)
  - 3 bronzi (Macau 2002, Sydney 2003, Amstelveen 2006)